# Sorocea duckei
Sorocea duckei är en mullbärsväxtart som beskrevs av Burger. Sorocea duckei ingår i släktet Sorocea och familjen mullbärsväxter. Inga underarter finns listade i Catalogue of Life.